# Sclereide

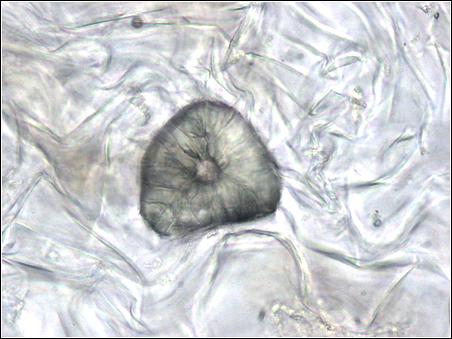
Microfotografia di una brachisclereide: si osservi la spessa parete cellulare e il piccolo lume nel centro.

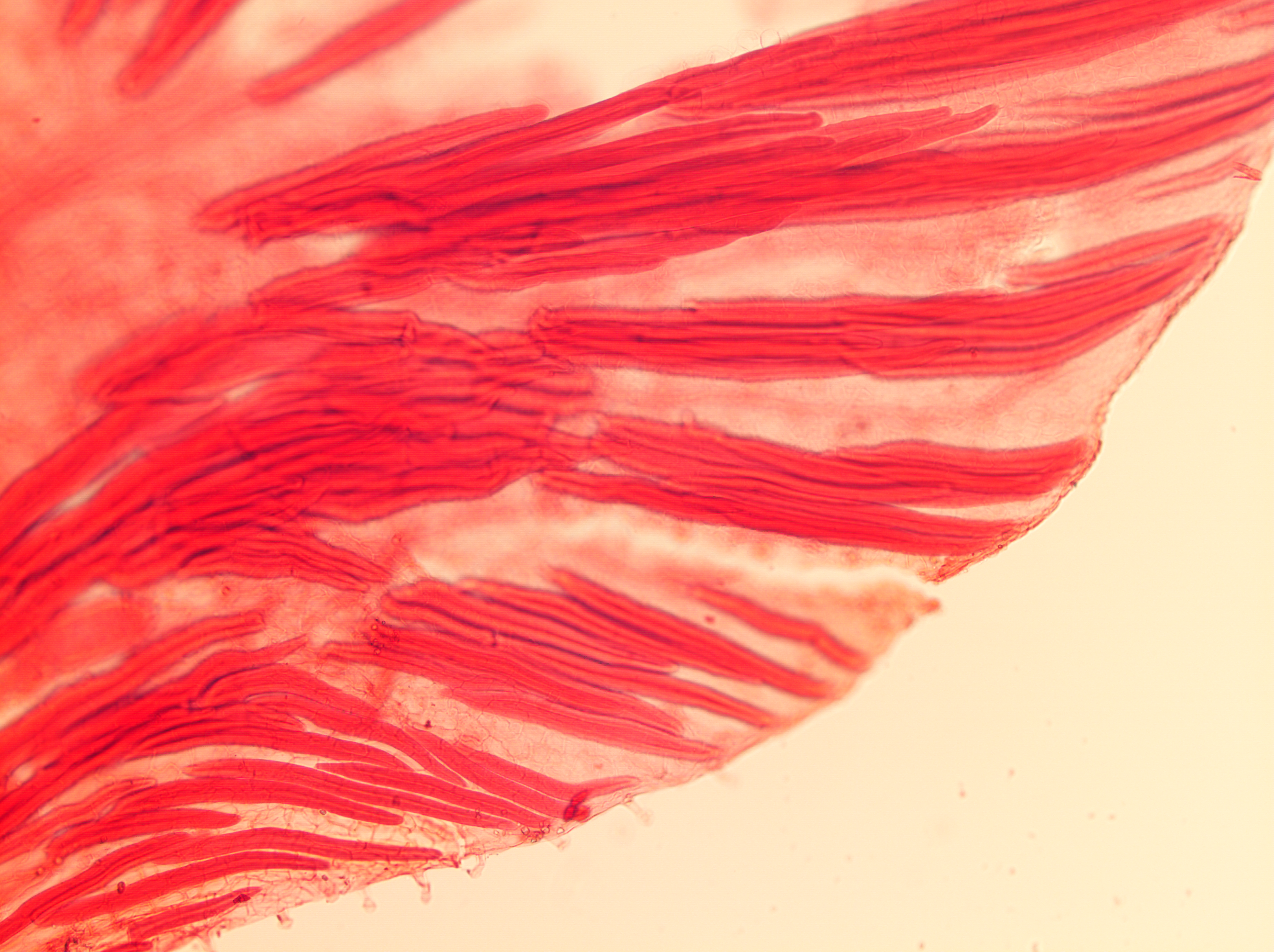
Sclereide filiforme in un petalo di Dionysia.

In botanica, la sclereide è un tipo di cellula morta con una spessa e lignificata parete cellulare, che costituisce lo sclerenchima insieme alle fibre, da cui si differenzia per essere isodiametrica.
Le sclereidi si possono presentare in forme molto irregolari, anche se solitamente sono isodiametriche. In genere hanno una funzione meccanica, apportando rigidità ai tessuti, e può trovarsi isolata o a gruppi (come nella polpa delle pere), o in masse più compatte (come nei noccioli dei frutti o nel guscio dei semi).

## Origine
Le sclereidi si possono originare a partire da cellule del meristema fondamentale che si individualizzano molto rapidamente. Quelle dei tessuti vascolari — xilema e floema — si originano a partire da derivate del procambio o del cambio cribo-vascolare. Le sclereidi dell'epidermide, invece, hanno origine nel protoderma.

## Struttura
Le sclereidi sono generalmente cellule morte alla maturazione ma, in alcuni casi, possono conservare il citoplasma per lunghi periodi di tempo (fino 5 anni). Le pareti cellulari sono secondarie e lignificate, variano in spessore e a volte possono essere così spesse da riempire quasi totalmente il lume cellulare.
Le sclereidi si trovano ampiamente distribuite nel corpo della pianta. Nel tallo possono essere isolate, o in gruppi nella corteccia e nel midollo di dicotiledoni e gimnosperme. Nelle foglie la presenza di sclereidi nel mesofillo è caratteristica di alcune piante tropicali. Possono presentarsi all'estremo dei fasci vasculari o attraversando completamente il mesofilo.
Nella frutta le sclereidi possono trovarsi sparse o a gruppi nella polpa carnosa, morbida, di certi pomi. Nella frutta secca costituiscono le pareti dure, come nella cipsela. Nei semi si trovano in abbondanza e danno durezza e consistenza all'episperma, per esempio nell'epidermide dei semi di pisello.